# Ольмос-де-Охеда
Ольмос-де-Охеда (ісп. Olmos de Ojeda) — муніципалітет в Іспанії, у складі автономної спільноти Кастилія-і-Леон, у провінції Паленсія. Населення — 252 особи (2010).
Муніципалітет розташований на відстані близько 260 км на північ від Мадрида, 80 км на північ від Паленсії.
На території муніципалітету розташовані такі населені пункти: (дані про населення за 2010 рік)
- Амаюелас-де-Охеда: 12 осіб
- Моарвес-де-Охеда: 26 осіб
- Монтото-де-Охеда: 21 особа
- Ольмос-де-Охеда: 56 осіб
- Кінтанательйо-де-Охеда: 42 особи
- Сан-Педро-де-Охеда: 42 особи
- Вега-де-Бур: 31 особа
- Вільявега-де-Охеда: 20 осіб
- Пісон-де-Охеда: 2 особи

## Демографія
Динаміка населення (INE ):